# Arthur König
Arthur Peter König (Krefeld, 13 de setembro de 1856 – Berlim, 26 de outubro de 1901) foi um físico alemão, conhecido por seu trabalho sobre óptica fisiológica.
König nasceu com cifose, causa de sua morte prematura. Estudou física na Universidade de Bonn, Universidade de Heidelberg e a partir de 1879 na Universidade de Berlim, onde foi em 1879 assistente de Hermann von Helmholtz e obteve um doutorado em 1882. A partir de 1883 dedicou-se à óptica fisiológica. Em 1890 foi diretor do departamento de física do Instituto de Fisiologia da Universidade de Berlim.
Casou em 1870 com Laura Köttgen, tendo o casal o filho Arthur König (1896–1969), que foi astrônomo, que foi durante muitos anos diretor da seção de astronomia da Carl Zeiss AG em Jena.
König fez contribuições fundamentais para a óptica fisiológica. Com Conrad Dieterici determinou a sensibilidade espectral de bastões e cones na percepção da cor. Eles especificaram a teoria das três cores da percepção de cores investigada na época, por exemplo, por Helmholtz e James Clerk Maxwell.
Em 1889 foi editor dos  Verhandlungen da Deutsche Physikalische Gesellschaft. A partir de 1891 foi, juntamente com Hermann Ebbinghaus, editor do Zeitschrift der Psychologie und Physiologie der Sinnesorgane. Em 1896 publicou a segunda edição do Handbuchs der Physiologischen Optik de Helmholtz após sua morte.